# Heteronomia
Heteronomia (gr. heteros – inny, nomos – prawo) – zachowanie polegające na poddawaniu się, przyjęciu norm ustalonych przez innych ludzi (głównym powodem ich przestrzegania są sankcje zewnętrzne). Według Sergiusza Hessena jest to stan pośredni między anomią a autonomią.
Jest to drugi etap rozwoju moralnego człowieka według Jeana Piageta, który następuje między 2 a 9 rokiem życia.